# Ivan Rabb
Ivan Charles Rabb Jr (ur. 4 lutego 1997 w Sacramento) – amerykański koszykarz, występujący na pozycjach silnego skrzydłowego lub środkowego, obecnie zawodnik Delaware Blue Coats.
W 2013 zdobył złoty medal podczas międzynarodowego turnieju Nike Global Challenge.
W 2015 wystąpił trzech meczach gwiazd amerykańskich szkół średnich – Jordan Classic, Nike Hoop Summit, McDonald’s All-American. Został też wybrany najlepszym zawodnikiem szkół średnich stanu Kalifornia (California Mr. Basketball). Zaliczono go również to I składu Parade All-American oraz II USA Today All-USA.
19 października 2019 został zwolniony przez Memphis Grizzlies. 23 października podpisał umowę z New York Knicks na występy w NBA oraz G-League – Westchester Knicks. 

## Osiągnięcia
Stan na 26 lipca 2021, na podstawie, o ile nie zaznaczono inaczej.
NCAA
- Uczestnik turnieju NCAA (2016)
- Zaliczony do
  - I składu:
    - Pac-12 (2017)
    - pierwszoroczniaków Pac-12 (2016)
    - turnieju Pac-12 (2016)

  - II składuPac-12 (2016)

Indywidualne
- Laureat Jason Collier Sportsmanship Award (2020)[5]

Reprezentacja
- Mistrz:
  - świata U–17 (2014)
  - Ameryki U–16 (2013)